# 娄烨
娄烨（1965年3月15日—），中國独立电影導演，生于上海，籍貫北京。

## 生平
婁燁出身自戲劇世家，父親是中国知名話劇演員婁際成，母親亦在學校教戲劇。职高毕业后，进入上海美术电影制片厂工作，期间曾参与《金猴降妖》等片的动画制作。1989年畢業於北京電影學院導演系。2000年婁燁完成第三部劇情長片《苏州河》，該片於鹿特丹影展獲得最高榮譽金虎獎，但由於未過審就參加國外影展，被广电总局禁止在中国大陆上映，並處以兩年內禁拍電影的處罰。
2003年，婁燁首次以電影《紫蝴蝶》進入第56屆坎城影展正式競賽單元。2006年，再以《頤和園》獲選為第59屆坎城影展正式競賽片，但相关部门以電影拷貝畫質太差為由拒絕審查，並以未過審便參加國際影展為由處罰婁燁禁止拍片五年，禁止該片上映並查封該片收入與拷貝；一般認為被禁理由為電影講述了從1980年代中期一直到2000年的愛情故事，劇情涉及了當時為大學生的主角們參與1989年北京六四天安門事件，以及電影中男女演員全裸鏡頭有關。
2009年，被禁拍期間，他在南京偷拍完成的《春風沉醉的夜晚》第三度進入第62屆坎城影展正式競賽單元，編劇梅峰獲頒最佳劇本獎；2011年，他赴法國拍攝完成的《花》則在第68屆威尼斯影展威尼斯日單元中首映。
禁令解除後，婁燁於2012年完成《浮城谜事》，這是他闊別多年後再度獲准於中國上映的電影，但由於送審時遭到廣電總局要求刪減暴力與性愛情節，片方被迫於暴力場景做出漸黑的畫面處理，婁燁最終以電影不署明導演名字做為抗議。
2014年，他改編畢飛宇同名小說而完成了盲人題材電影《推拿》，獲選為第64屆柏林影展正式競賽片，攝影師曾劍獲得傑出藝術貢獻銀熊獎，並在同年於台灣第51屆金馬獎中獲得最佳劇情片在內的六座獎項。
2016年，婁燁執導的《風中有朵雨做的雲》拍攝殺青進入後製，但完成後送審一直未過，咸認為與電影裡暴力場面、於曾發生迫遷事件的廣州冼村拍攝群眾暴動場面以及使用香港演員陳冠希等原因有關，甚至直到婁燁的下一部電影《蘭心大劇院》都殺青了仍未明；電影一直至2018年底才在台灣金馬影展作世界首映，获得第55届金马奖最佳导演等四项提名，同時間則傳出廣電總局終於過審的消息。婁燁的妻子兼長期合作的編劇馬英力，則將《風中有朵雨做的雲》拍攝前、中、後製與送審的過程拍成紀錄片《夢的背後》。2019年4月终于公映，创造了娄烨作品票房纪录。
2024年，以《一部未完成的電影》獲得第61屆金馬獎最佳導演獎。

## 作品

### 导演作品
| 年度   | 中文名稱             | 備註                                                                                      |
| ------ | -------------------- | ----------------------------------------------------------------------------------------- |
| 1994年 | 《危情少女》         |                                                                                           |
| 1995年 | 《周末情人》         |                                                                                           |
| 2000年 | 《苏州河》           | 鹿特丹影展金虎獎                                                                          |
| 2003年 | 《紫蝴蝶》           | 第56屆坎城影展正式競賽片                                                                  |
| 2006年 | 《颐和园》           | 第59屆坎城影展正式競賽片                                                                  |
| 2009年 | 《春风沉醉的夜晚》   | 第62屆坎城影展正式競賽片                                                                  |
| 2011年 | 《花》               | 提名威尼斯影展威尼斯日單元最佳影片                                                        |
| 2012年 | 《浮城谜事》         | 第65屆坎城影展一种关注单元 提名金馬獎最佳劇情片 提名金馬獎最佳導演 提名金馬獎最佳原著劇本 |
| 2014年 | 《推拿》             | 第64届柏林影展正式競賽片 金馬獎最佳劇情片 提名金馬獎最佳導演                              |
| 2018年 | 《風中有朵雨做的雲》 | 第69届柏林电影节电影大观单元 提名金馬獎最佳導演                                           |
| 2019年 | 《兰心大剧院》       | 第76届威尼斯影展正式競賽片                                                                |
| 2024年 | 《一部未完成的电影》 | 第77屆坎城影展特别展映 金馬獎最佳劇情片 金馬獎最佳導演                                    |

### 参演作品
- 1993年：《冬春的日子》 导演、编剧：王小帅 主演：刘小东、喻红

## 荣誉
- 法蘭西藝術與文學騎士勳章（2023年4月27日[14][15]）